# ОШ Дитурија Црнотинце
ОШ „Дитурија” у Црнотинцу, једна је од установа основног образовања на територији општине Прешево.